# 2010 en Thaïlande
Cet article présente les faits marquants de l'année 2010 en Thaïlande.

## Évènements
- Dimanche 14 mars 2010 : début de l'occupation du centre de la capitale par les « chemises rouges », partisans de l'ancien premier ministre Thaksin Shinawatra, déposé en 2006.
- Samedi 10 avril 2010 : de violents affrontements entre « chemises rouges » et forces de l'ordre font 25 morts.
- Jeudi 22 avril 2010 : début des contre-manifestations organisées par les « chemises jaunes », partisans de l'actuel premier ministre, Abhisit Vejjajiva.
- Mercredi 19 mai 2010 : l'armée donne l'assaut final contre les « chemises rouges », partisans de l'ancien premier ministre Thaksin Shinawatra, retranchées dans le centre de Bangkok faisant de nombreux morts.
- Dimanche 23 mai 2010 : la palme d'or du Festival de Cannes 2010 est attribuée au Thaïlandais Apichatpong Weerasethakul pour Oncle Boonmee, celui qui se souvient de ses vies antérieures.